# Thang Tong Gyalpo

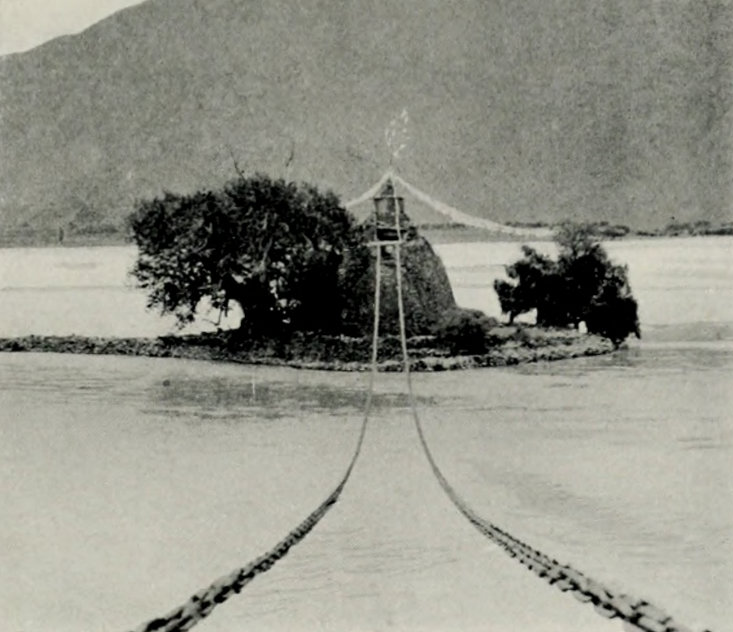
Pont de Chaksam en fer construit par Thang Tong Gyalpo, photo de 1904

Thangtong Gyalpo (tibétain : ཐང་སྟོང་རྒྱལ་པོ་, Wylie : Thaṅ-stoṅ-rgyal-po) (1385-1464 ou 1361-1485 à Riwoché), connu également sous les noms de Drubthob Chakzampa (lcags zam pa) et Tsundru Zangpo (brtson 'grus bzang po), est un grand yogi du bouddhisme tibétain, médecin, métallurgiste, architecte, et pionnier de l'ingénierie civile.
Il est réputé avoir construit au Tibet et au Bhoutan 58 ponts suspendus à chaine d'acier (d'où son nom de Chakzampa, pont de fer), dont certains sont encore en usage aujourd'hui. Il a aussi conçu et construit plusieurs stupas d'architecture inhabituelle, dont le Chörten de Kumbum à Chung Riwoche, et fonda le monastère de Derge Gonchen à Derge dans l'ancienne province tibétaine du Kham (aujourd'hui situé au Sichuan).
Il est aussi considéré comme le père de l'Ache Lhamo, l'opéra tibétain qu'il aurai créé pour financer la construction de ses ponts,.
Il est associé aux traditions Nyingmapa, Shangpa Kagyu, et Sakyapa du bouddhisme tibétain.

## Biographie

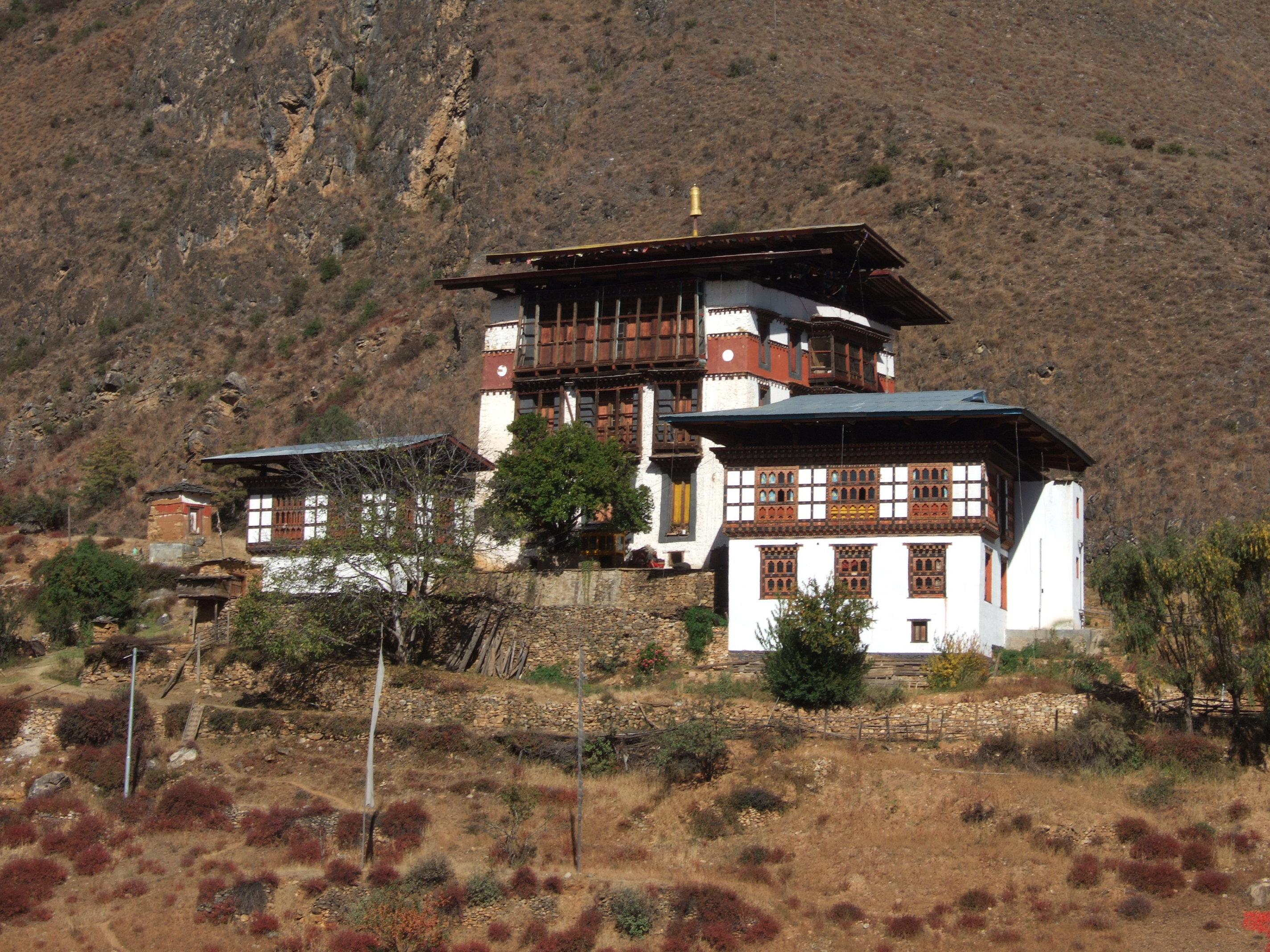
Tachog Lhakhang, bâti par Thangtong Gyalpo

Thangtong Gyalpo naquit à Ölpa Lhartse (le village de Lhatse) dans le Tsang en 1385 (année du bœuf de bois).
Thangtong Gyalpo ouvrit la route à travers le pays de Kongpo, où il produisit le fer pour ses ponts, et obtint le droit de passage pour les pèlerins tibétains visitant les lieux saints de Tsari au sud-est du Dakpo, près de la frontière indienne.

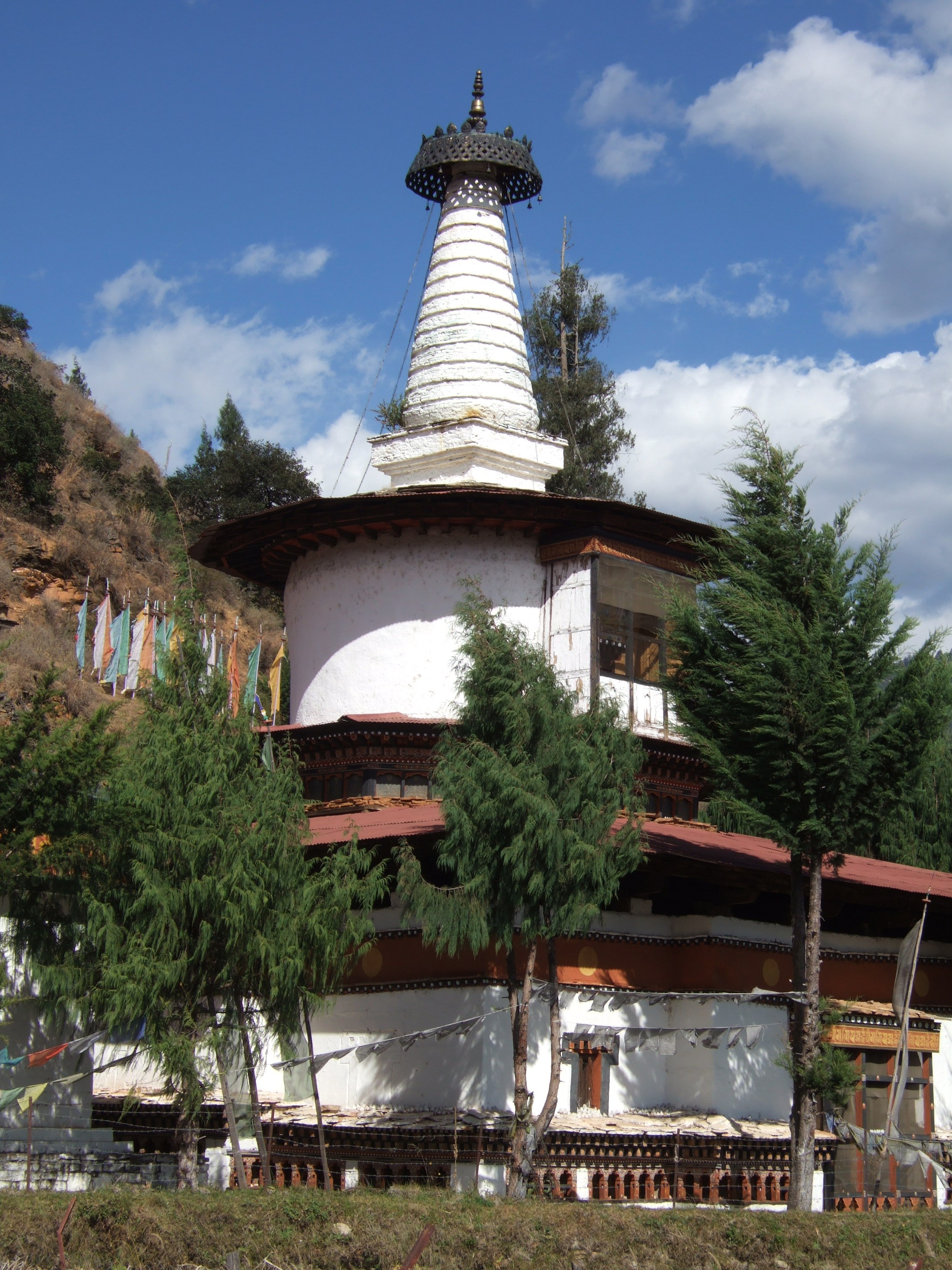
Dumtseg Lhakhang construit par Thangtong Gyalpo à Paro

En 1433, Drubthob Thangtong Gyalpo et ses disciples se rendirent à Phari dans la vallée de Chumbi, et de là, à Paro Taktsang au Bhoutan. Selon son hagiographie, alors qu'il y accomplissait les rites de Vajrakilaya, il eut une vision de l'assemblée des 8 classes de Heruka (sgrub pa bka' brgyad), déités de méditation avec Vajrakumara en figure centrale du mandala.
Thangtong Gyalpo fonda, sans doute en 1448, le grand monastère et l'imprimerie de Gongchen dans la ville de Derge, dans la région tibétaine du Kham actuellement située au Sichuan en Chine.